# BBC News Russian
La BBC News Russian (russe : BBC News Ру́сская слу́жба) – anciennement le service russe de la BBC (en anglais : BBC Russian Service, russe : Ру́сская слу́жба Би-би-си́) – fait partie de la production en langue étrangère de la BBC World Service, l'une des près de 40 langues proposées.

## Histoire
La première émission en langue russe de la BBC était une traduction d'un discours du Premier ministre britannique Winston Churchill le 23 juin 1941.
Le premier programme de la section russe de la BBC a été animé par Sonya (Betty) Horsfall le 24 mars 1946.
Cependant, pendant la Seconde Guerre mondiale, des émissions sporadiques sont produite vers l'Union soviétique en russe uniquement. La plupart de ces émissions ont eu lieu après 1942.
Il s'agissait principalement de courts bulletins d'information ou d'annonces relatives à la politique du ministère britannique des Affaires étrangères en russe à partir de 1943, mais souvent à des semaines ou des mois d'intervalle.
À l'époque de la guerre froide, les émissions étaient gravement brouillées. Malgré cela, la chaîne essaya d'apporter aux auditeurs en Union soviétique des informations dont ils étaient privés, y compris des œuvres d'écrivains et de dissidents qui ne pouvaient pas publier leurs travaux chez eux, comme Alexandre Soljenitsyne. Le brouillage s'est finalement arrêté à la fin des années 1980, lors de l'installation de la perestroïka.
Le 26 mars 2011, le service cessa de diffuser sur les ondes moyennes et courtes, et publie et diffuse désormais uniquement sur Internet,.